# Festuca alfrediana
Festuca alfrediana är en gräsart som beskrevs av Foggi och Maria Adele Signorini. Festuca alfrediana ingår i släktet svinglar, och familjen gräs. Inga underarter finns listade i Catalogue of Life.